# Roeck-Haus

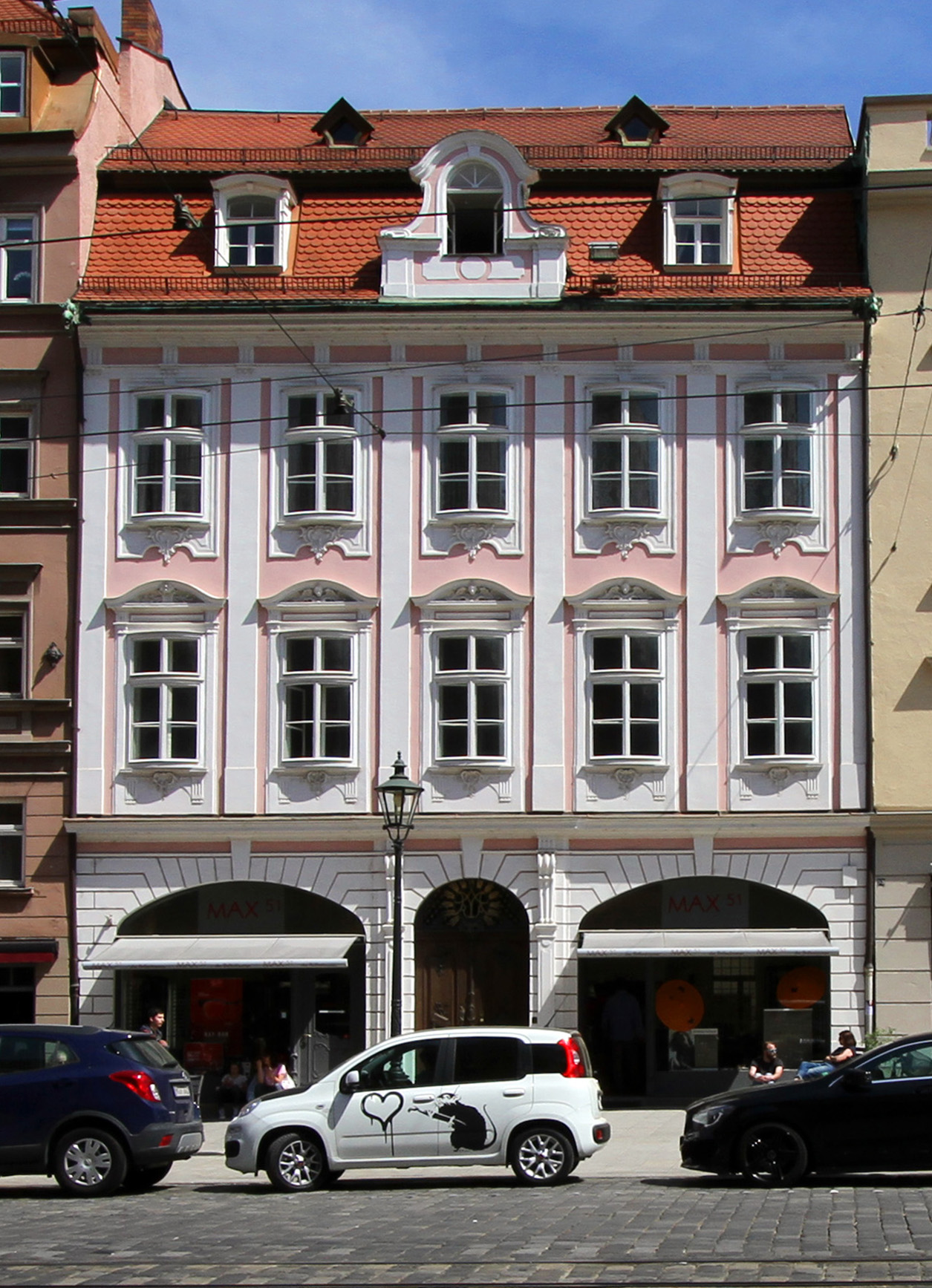
Roeck-Haus

Das Roeck-Haus (oftmals auch Röck-Haus und Haus zur Himmelsleiter) ist ein Bürgerhaus an der Maximilianstraße in Augsburg. Es wurde in seiner heutigen Form im Jahr 1768 im Stil des Rokoko erbaut.

## Geschichte und Gestaltung des Hauses
Der Vorgängerbau des heutigen Anwesens Maximilianstraße 51 war ein spätmittelalterliches Gebäude aus dem Jahr 1480, welches für Lukas I. Fugger – einen Vetter Jakob Fuggers des Reichen – errichtet wurde. Der venezianische Handelsherr Joseph Tonella kaufte das Haus in der Mitte des achtzehnten Jahrhunderts und ließ es abtragen. An seiner Stelle entstand unter Leitung des Augsburger Baumeisters Johann Martin Pentenrieder das heutige Rokoko-Palais. Nachdem sich das Anwesen zwischenzeitlich im Besitz des Augsburger Bankiers und Naturforschers Joseph Paul von Cobres befunden hatte, erwarb es Morton McDonald Roeck im Jahr 1927.
Die reizvolle Fassade des Roeck-Hauses ist klar gegliedert und besteht aus Rundbogenarkaden im Erdgeschoss sowie zwei weiteren Stockwerken, deren große Fenster durch ihre Wölbung nach außen beim Betrachter regelmäßig große Aufmerksamkeit erregen. Sehenswert ist zudem die hölzerne Eingangstüre, die mit kaufmännischen Symbolen verziert ist und im Oberlicht das Monogramm der Muttergottes trägt. Die Stuckaturen am Haus sind vermutlich dem Feichtmayr-Kreis zuzuordnen. Die Deckenfresken in den beiden Läden im Erdgeschoss, im Hausgang und im Treppenhaus (Jakobs Traum von der Himmelsleiter – daher der Beiname des Anwesens) stammen von dem Dillinger Maler Vitus Felix Rigl.